# Caulophacus pipetta
Caulophacus pipetta är en svampdjursart som först beskrevs av Schulze 1886.  Caulophacus pipetta ingår i släktet Caulophacus och familjen Rossellidae. Inga underarter finns listade i Catalogue of Life.